# Taeromys microbullatus
Taeromys microbullatus är en gnagare i familjen råttdjur och släktet råttor som endast finns på ön Sulawesi i Indonesien. Den beskrevs första gången 1935 av George Henry Hamilton Tate och Richard Archbold.

## Beskrivning
Pälsen är övervägande mörkgrå på ovansidan med ljusare inslag och en antydan till brunt i hårspetsarna på sidorna. Ansiktet är nästan rent gråbrunt med svarta morrhår. Buksidan har gråbrun päls med orangeaktiga spetsar. Fötterna är gråbruna, liksom svansens inre halva; den yttre halvan är vitaktig. Kroppslängden från nos till svansrot är omkring 20 cm, svanslängden drygt 22 cm.

## Utbredning
Mycket litet är känt om arten: Den har bara beskrivits från tre individer som upptäcktes 1932, och som ligger till grund för auktorernas beskrivning 1935. Dessa individer påträffades på bergen i sydöstra delen av ön Sulawesi, i Indonesien.

## Ekologi
Taeromys microbullatus lever i bergsurskogar på omkring 1 500 meters höjd. Det anses inte troligt att den lever i någon form av störd eller bearbetad skog. Med tanke på det dåliga kunskapsläget för arten, är det dock tänkbart att den uppgiften får revideras, framför allt rörande individer som lever på högre höjder.